# 한큐 그랜드 빌딩
한큐 그랜드 빌딩(일본어: 阪急グランドビル)은 일본 오사카시 기타구 가쿠타 정에 위치한 마천루이다. 우메다 한큐 빌딩의 제9기 공사로 건설되었다. 한큐 전철 구 우메다역 부지에 1973년 3월 착공, 1977년 7월 27일 준공, 같은 해 8월 8일 오픈했다.

## 플로어
- 27F ~ 31F - 한큐 32번가 (음식점 · 기노쿠니야 서점 · 전망대)
- 26F - 대여 회의실 · 전시장
- 23F ~ 25F - 문화 교실 · 적십자 혈액 센터 헌혈 룸
- 22F - 클리닉 센터
- 21F - 미쓰이 스미토모 은행
- 14F ~ 21F - 사무실
- 5F ~ 11F - 주차장
- 1F ~ 5F - 은행
- B1F - 산 광장 지하 거리 · 은행

## 같이 보기
- 오사카부의 마천루 목록